# Menes van Pella
Menes van Pella, (Grieks: Μένης) de zoon van Dionysios, was een officier van Alexander de Grote. Na de slag bij Issos werd hij een lijfwacht (Somatophylax) van de koning in plaats van Balacrus, die werd gepromoveerd tot de satraap van Cilicië. In 331 v.Chr. had Alexander de Grote Susa veroverd en zond Menes terug naar de Middellandse Zee om er gouverneur van Syrië, Fenicië en Cilicië te worden, en ondertussen vertrouwde hij hem 3000 talenten toe, om hiermee Antipater te kunnen helpen in zijn oorlog tegen de Laconiërs. Apollodorus van Amphipolis hielp hem bij al deze taken.